# 와타나베 다이스케 (게임 개발자)
와타나베 다이스케(渡辺大祐)는 스퀘어 에닉스의 직원인 일본의 비디오 게임 작가이다. 롤플레잉 비디오 게임 시리즈 파이널 판타지와 액션 RPG 시리즈 킹덤 하츠에 참여한 것으로 알려져 있다.

## 작품
- 스레즈 오브 페이트
- 파이널 판타지 X
- 킹덤 하츠 (비디오 게임)
- 파이널 판타지 X-2
- 킹덤 하츠: 체인 오브 메모리즈
- 킹덤 하츠 2
- 파이널 판타지 XII
- 킹덤 하츠: 체인 오브 메모리즈
- 파이널 판타지 XII: 레버넌트 윙스
- 디시디아 파이널 판타지
- 킹덤 하츠 358/2 Days
- 파이널 판타지 XIII
- 킹덤 하츠 버스 바이 슬립
- 킹덤 하츠 코디드
- 킹덤 하츠 코디드
- 프론트 미션 이볼브드
- 파이널 판타지 XIII-2
- 라이트닝 리턴즈 파이널 판타지 XIII
- 뫼비우스 파이널 판타지
- 파이널 판타지 XII
- 포춘 스트리트